# 増山正贇
増山 正贇（ましやま まさよし）は、江戸時代中期の大名。伊勢長島藩の第4代藩主。長島藩増山家5代。

## 生涯
享保11年（1726年）12月26日、長門長府藩主・毛利匡広の十一男として生まれる。幼名は仙五郎、千五郎。延享元年（1744年）3月11日、第3代藩主・増山正武の養子となる。正武の正室・慧照院は正贇の姉であった。また、自身の養子縁組以前に正武の養女（実父は本多忠辰）と婚約していたが、その養女は結婚前に死去している。延享3年（1746年）9月1日、将軍徳川家重に御目見する。同年12月18日、従五位下・対馬守に叙任する。延享4年（1747年）8月5日、養父の死去により跡を継いだ。明和2年（1768年）10月28日、奏者番に就任する。安永5年（1776年）1月29日、辞職する。
宝暦4年（1754年）から木曽川、伊尾川一帯の治水工事（宝暦治水）を行なう。しかし天災、大火事などが相次ぎ、あまり効果はなかった。また、多くの文化人を招聘して、文学の発展に尽力した。安永5年（1776年）4月5日に死去した。享年51。跡を長男の正賢が継いだ。

## 系譜
父母
- 毛利匡広（実父）
- 性春院（実母）
- 増山正武（養父）

正室
- 美代姫、法輪院 - 細川利恭の娘

側室
- 朝倉氏（湯樹院）

子女
- 増山正賢（長男） 生母は美代姫
- 増山正邦（次男） 生母は美代姫
- 白須政雍（四男）
- 小出英俊
- 増山正聴
- 松平定慮
- 松平定諡（八男）
- 千勢 - 高木貞威室
- 菊 - 戸田氏紹正室、のち酒井忠敬室
- 定 - 増山正備正室
- 富 - 佐藤信顕正室
- 季支 - 白須政雍養女、都築安富室